# Krum (Teksas)
Krum je grad u američkoj saveznoj državi Teksas. Prema popisu stanovništva iz 2010. u njemu je živjelo 4.157 stanovnika.